# Alessandra Torresani
Alessandra Olivia Torresani (Palo Alto (Californië), 29 mei 1987) is een Amerikaans actrice. Ze staat vaak gecrediteerd met de naam Alessandra Toreson.

## Biografie
Torresani volgde op jonge leeftijd dans- en acteerlessen. Ze was voor de eerste keer te zien op televisie toen ze negen jaar oud was. Ze had gastrollen in onder meer ER, JAG, Grounded for Life, Bones en CSI. In 2004 had ze een hoofdrol in de Disney film Going to the Mat.
In 2008 werd ze gecast voor een hoofdrol in de Syfy sciencefictionserie Caprica, een spin-offserie van Battlestar Galactica die in 2010 op Syfy werd uitgezonden. De pilotaflevering werd in 2009 uitgebracht op dvd. Torresani speelt de rol van Zoe Graystone. De serie werd na achttien afleveringen stopgezet. Vanaf 2011 speelt ze in de webgesyndiceerde sitcom Husbands.